# C/1962 C1 Seki-Lines
La C/1962 C1 Seki-Lines è una cometa non periodica scoperta il 4 febbraio 1962 dagli astrofili Tsutomu Seki, giapponese e Richard Damon Lines, statunitense. La C/1962 C1 Seki-Lines ha un'orbita iperbolica e una distanza perielica molto piccola, fatto che la pone tra le comete radenti al Sole. 
La piccola distanza perielica le ha permesso di raggiungere una luminosità tale da essere visibile ad occhio nudo e diventare la grande Cometa del 1962. Il 2 marzo il nucleo cometario raggiunse la 5,7a, il 4 aprile la cometa ha raggiunto la -1,5a, il 7 aprile presentava una coda di una decina di gradi di lunghezza.